# High School (film, 2010)
Pour plus de détails, voir Fiche technique et Distribution.
High School est une comédie américaine réalisée par John Stalberg, Jr. et sortie en 2010.

## Fiche technique
- Titre original : High School
- Réalisation : John Stalberg, Jr.
- Scénario : John Stalberg, Jr., Erik Linthorst et Stephen Susco
- Musique : The Newton Brothers
- Photographie : Mitchell Amundsen
- Montage : Gabriel Wrye
- Décors : Maggie Martin
- Costumes : Marie France
- Production : Arcadiy Golubovich, Raymond J. Markovich et Warren Zide
  - Producteur délégué : Ola Mirimskaya, John Stalberg, Jr. et Stephen Susco
  - Producteur associé : Erik Linthorst, Armen Mahdessian et Michael Shahoud
  - Producteur codélégué : Ryan Lewis
  - Producteur exécutif : B.J. Rack
- Société de production : Parallel Media, Flipzide et Zero Hour Films
- Société de distribution : Anchor Bay Films
- Pays de production :  États-Unis
- Langue originale : anglais
- Format : couleur — 2,35:1
- Genre : Comédie
- Durée : 99 minutes
- Dates de sortie :
  - États-Unis : 
    - 24 janvier 2010 (Sundance)
    - 1er juin 2012 (en salles)

  - Canada : 23 juillet 2010

## Distribution
- Adrien Brody : Psycho Ed
- Sean Marquette : Travis Breaux
- Matt Bush : Henry Burke
- Colin Hanks : Brandon Ellis
- Adhir Kalyan : Sebastian Saleem
- Mykelti Williamson : Paranoid
- Michael Chiklis : Dr Leslie Gordon
- Andrew Wilson : Hippie Dude
- Julia Ling : Charlyne
- Mary Birdsong : Mme Gordon
- Yeardley Smith : la professeure d'informatique
- Curtis Armstrong : M. Thompson
- Rhys Coiro : Vato
- Wyatt Russell : l'adolescente drogué
- Mike Evans : un donateur